# Kavran
Kavran (italsky Cavrano) je malá vesnice a přímořské letovisko v Chorvatsku v Istrijské župě, spadající pod opčinu Marčana. Nachází se asi 20 km severovýchodně od Puly. V roce 2011 zde trvale žilo 99 obyvatel.
Celá vesnice Kavran se nachází ve vnitrozemí, má však přístup k moři; nachází se zde několik pláží, jako je Budava, Kavran, Mandina Stijena, Školjic nebo Vinjole. U vesnice se nachází zátoka Budava, u níž se nachází stejnojmenná pláž a malý přístav.